# Campionati del mondo di mountain bike 2012 - Cross country eliminator femminile
Il Cross country Eliminator Donne dei Campionati del mondo di mountain bike 2012 si è svolto il 9 settembre 2012 a Saalfelden, in Austria. La gara è stata vinta dalla svedese Alexandra Engen.

## Ordine d'arrivo
| Pos. | Corridore             | Squadra  |
| ---- | --------------------- | -------- |
| 1    | Alexandra Engen       | Svezia   |
| 2    | Jolanda Neff          | Svizzera |
| 3    | Aleksandra Dawidowicz | Polonia  |
| 4    | Ramona Forchini       | Svizzera |
| 5    | Kathrin Stirnemann    | Svizzera |
| 6    | Eva Lechner           | Italia   |
| 7    | Cécile Ravanel        | Francia  |
| 8    | Anna Oberparleiter    | Italia   |